# Федерико Висконти
Федерико Висконти (на италиански: Federico Visconti;* 4 декември 1617, Милано, † 7 януари 1693, пак там) е италиански католически архиепископ и кардинал.

## Биография

### Ранни години
Федерико Висконти е роден в благородническата фамилия Висконти ди Карбонара, свързана с известния милански херцогски род. Баща му Карло Висконти е граф на  Карбонара и генерален ковчежник на Миланското херцогство, а майка му е Франческа Пероне е графиня на Сан Мартино. Има няколко братя: Алесандро, Джироламо, Пиерлука, Джанлуиджи и Джовани. Федерико е племенник на Франческо Висконти, епископ на Кремона.
Учи в ръководената от йезуитите академия Брера в Милано, където получава докторска степен по философия, а след това се премества в Болонския университет, където през 1639 г. получава докторска степен по право. По-късно постъпва в колежа „Алмо Коледжо Боромео“. Юрист и колегиален член през 1644 г., той е консисториален адвокат и започва дипломатическа кариера в Рим. След завръщането си в Милано е първият свещеник на митрополитския капитул (1646 г.).
През 1658 г. се завръща в Рим и става вицегубернатор на Тиволи през юни 1664 г., губернатор на Чита ди Кастело (1665 г.) и на Монталто (от 9 юли 1666 г.). През 1667 г. става одитор на Съда на Свещената рота.

### Църковна кариера
Архиепископ на Милано от 23 юни 1681 г., той е ръкоположен в Рим от кардинал Гаспаре Карпеня, който след това му дава митрополитски палиум на 22 септември. В Милано Висконти се посвещава, наред с други неща, на насърчаване на строителното развитие, като завършва работата по вратите на Миланската катедрала и подрежда стъпалата и площада.

Повишен в ранг на кардинал-свещеник от консисторията на 1 септември 1681 г. от папа Инокентий XI, на 4 септември той получава кардиналска шапка и титлата на Светите Бонифаций и Алесий.
Той ревностно провежда множество пастирски посещения в своята архиепископия и отслужва епархийски синод на 3 септември 1687 г. Обръща особено внимание на литургията и свещените обреди: през 1682 г. официално напомня на всички каноници на Миланската катедрала за важността на отслужването и правилното рецитиране на Божиите служби и реорганизира присъствието им в хоровите скамейки. Официално през 1685 г. въвежда и честването на празника на Дева Мария от планината Кармел в архиепископията на Милано. През 1687 г. публикува „Rituale Sacramentorum“ и препечатва „Pontificale Ambrosiano“ през 1689 г.
Кардинал Висконти също обръща голямо внимание на семинариите, като през 1682 г. отваря отново тази в Поледжо, затворена от швейцарските власти през 1673 г., основава Великата семинария през 1682 г. и предлага семинари по теология, философия и логика, като окончателно възстановява катедрите по философия и теология. Той завършва изграждането на порталите на фасадата на Миланската катедрала, реорганизирайки апартаментите на архиепископския дворец, използвайки ги усърдно, а не само като зимна резиденция, както е било обичайно при неговите предшественици. В този процес на обновление той възстановил и архиепископската вила в Гропело .
През 1688 г. отблъсква и осъжда група измамни астролози, които тероризират миланското население със зловещи поличби, и поради тази причина за него е полезно да поддържа постоянно отлични отношения с испанските политически власти: на 7 август 1682 г.  моли духовенството да тълкува правото на убежище по еднозначен начин, а на следващата година получава от Свещената конгрегация за църковен имунитет правото да приема дезертьори от места, считани за неимунни. Внимателен към нуждите на военните, той се оказва щедър с онези войници, които на 14 юни 1683 г. участват в обсадата на Виена, сражавайки се срещу турците.

Кардинал Висконти е ревностен пазител на дисциплината на миланските монахини и през 1686 г. нарежда призванията да се разглеждат въз основа на установеното от Трентския събор, с което започва и път, вече предприет от неговия предшественик, за усмиряване на женската мода в миланското духовенство по онова време.
Участва в конклава от 1689 г., който избира Александър VIII за понтифекс, и влиза в конклава от 1691 г., който след това избира Инокентий XII, но е принуден да напусне по средата на тържествата, изоставяйки Рим малко след това и следователно не присъства на окончателното гласуване поради обзелите го серия периодични трески от 19 юни 1691 г.
Умира в Архиепископския дворец в Милано на 7 януари 1693 г. на 75-годишна възраст. Тялото му е изложено за почитане от вярващите в катедралата, където се е състояло и погребението, а след това е погребано пред олтара на Мадоната дел'Алберо, разположен вътре в самата катедрала.
С наследство в завещанието си той отпуска значителна сума пари за завършването на статуята на Санкарлоне в Арона.

### Колекция от произведения на изкуството
Страстта му към изкуството произтича отчасти от връзката му с Федерико Боромео, голям почитател на изкуството, чиято сестра Изабела се омъжва за Джироламо, дядо на Федерико Висконти. През 1689 г. Федерико Висконти дарява значителна част от семейната колекция от картини на Менсата на архиепископията. Това произтича отчасти от наследството на брат му Алесандро Висконти, който през 1685 г. оставя, наред с други неща, колекция от 316 картини от миланския си дом, към която са добавени картините, оставени през 1667 г. от братовчед му Франческо Висконти, и тези от наследството на чичо му Джулио Чезаре Висконти, първи куратор на катедралата и изпълнител на завещанието на Федерико Боромео  .